# Sebastian Lindholm

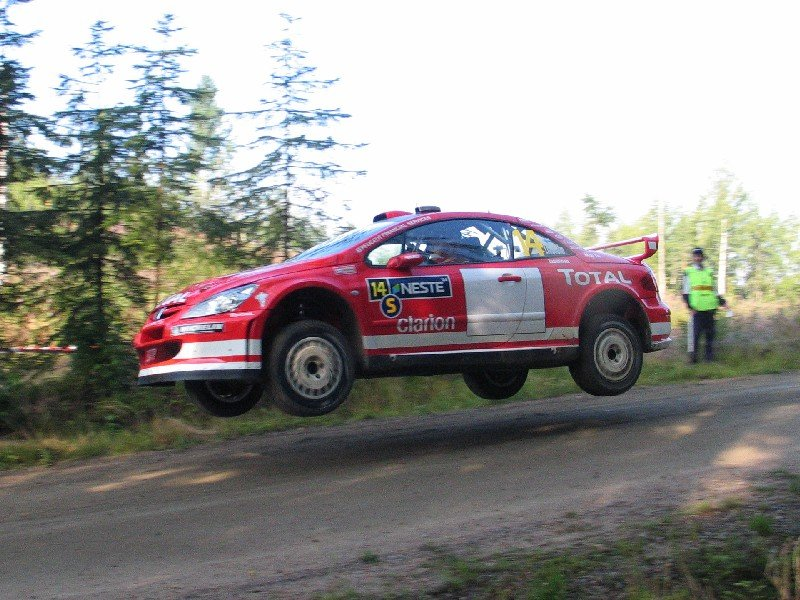
Lindholm al rally di Finlandia

Sebastian Lindholm, detto Basti (Helsinki, 30 gennaio 1961), è un pilota di rally finlandese, vincitore per otto volte del Campionato di rally finlandese negli anni 1990, 1993, 1995, 2000, 2002, 2003, 2004 e 2006.

## Carriera

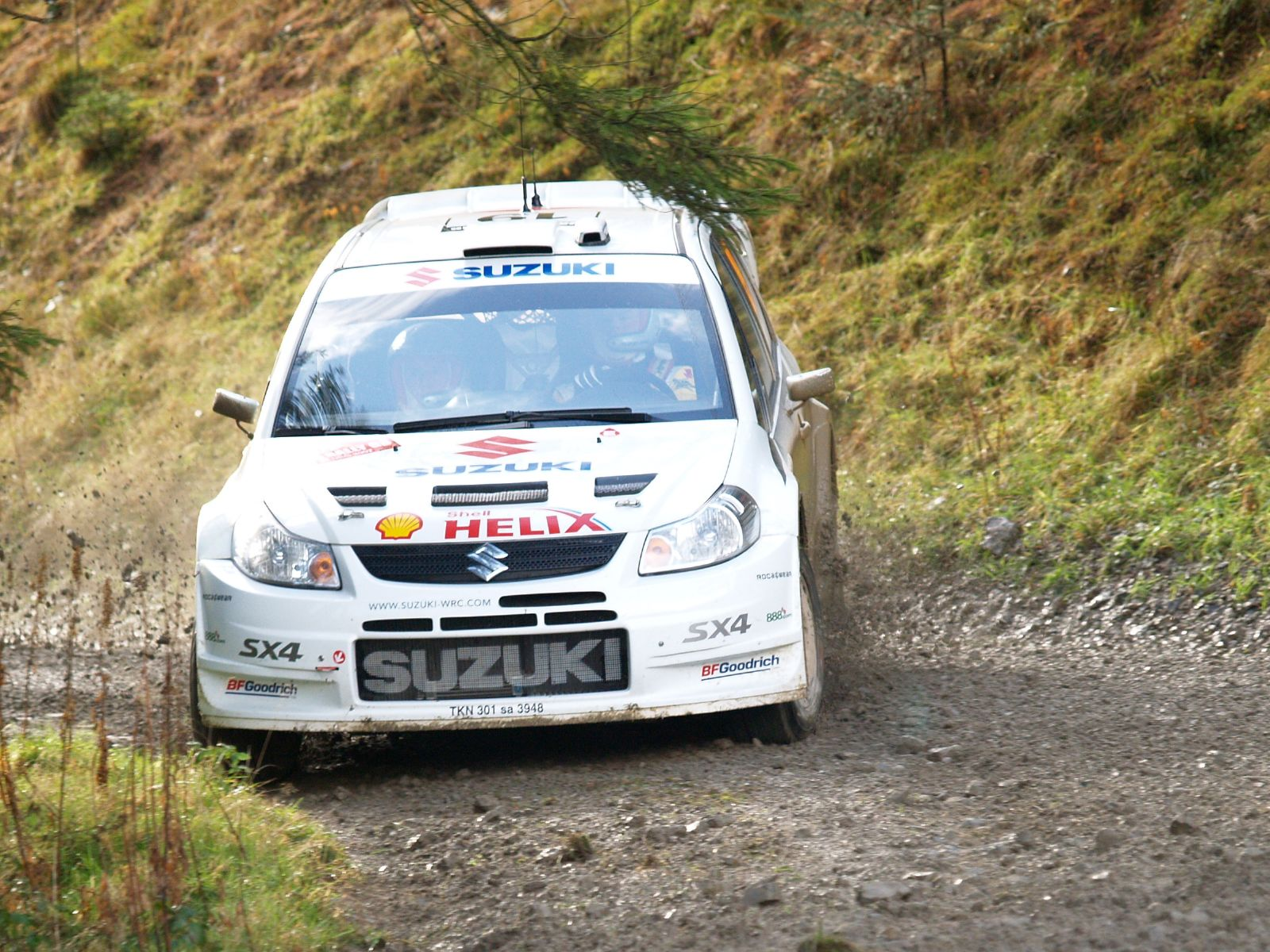
Lindholm al rally del Galles 2007

Cugino di Marcus Grönholm, suo figlio Emil Lindholm anch'egli pilota di rally, nel 2021 ha vinto il Campionato Finlandese di Rally e l'anno seguente il WRC-2.

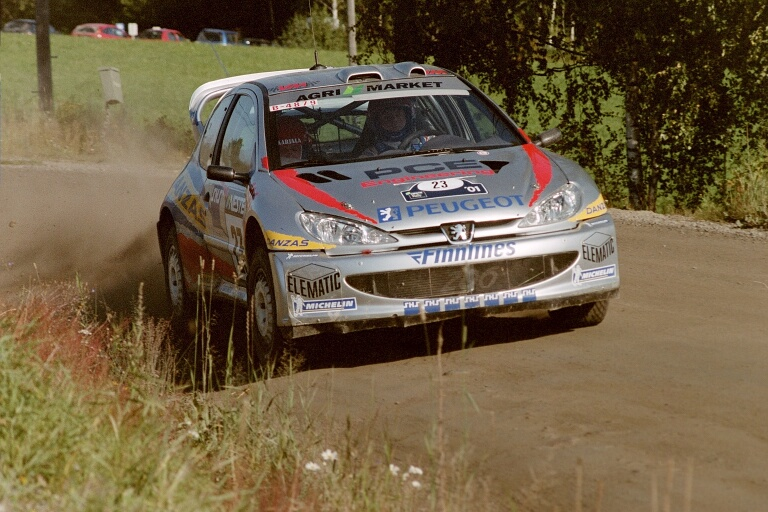
Lindholm al rally di Finlandia 2001

Lindholm ha gareggiato durante l'arco della sua carriera ventennale in 37 gare del Campionato del mondo di rally. Il suo miglior risultato è stato il quarto posto al Rally di Finlandia 1997, alla guida di una Ford Escort WRC. Nel 2007 Lindholm ha portato al debutto assoluto mondiale nel WRC la Suzuki SX4 WRC sulla ghiaia del Rally di Gran Bretagna 2007.
Il 19 luglio 2009 Lindholm è stato coinvolto in un grave incidente in Estonia al Rally Lõuna-Eesti, durante la quarta tappa. A una velocità di circa 160 km/h, Lindholm ha perso il controllo della sua vettura, sbandando e uscendo fuori strada andando a investire mortalmente uno spettatore che stava seguendo la gara nei pressi del ciglio della strada.

## Palmarès
- Campionato di rally finlandese (1990, 1993, 1995, 2000, 2002, 2003, 2004 e 2006).

## Risultato nel WRC
| 1984 | Scuderia | Vettura           |  |  |  |  |  |  |  |  |     |  |  |  |  |  |  |  | Punti | Pos. |
| ---- | -------- | ----------------- |  |  |  |  |  |  |  |  | --- |  |  |  |  |  |  |  | ----- | ---- |
| 1984 |          | Opel Ascona i2000 |  |  |  |  |  |  |  |  | Rit |  |  |  |  |  |  |  | 0     |      |

| 1985 | Scuderia | Vettura         |  |  |  |  |  |  |  |  |    |  |  |  |  |  |  |  | Punti | Pos. |
| ---- | -------- | --------------- |  |  |  |  |  |  |  |  | -- |  |  |  |  |  |  |  | ----- | ---- |
| 1985 |          | Audi 80 Quattro |  |  |  |  |  |  |  |  | 10 |  |  |  |  |  |  |  | 1     | 68º  |

| 1986 | Scuderia | Vettura         |  |     |  |  |  |  |  |  |    |  |  |  |  |  |  |  | Punti | Pos. |
| ---- | -------- | --------------- |  | --- |  |  |  |  |  |  | -- |  |  |  |  |  |  |  | ----- | ---- |
| 1986 |          | Audi 80 Quattro |  | Rit |  |  |  |  |  |  | 13 |  |  |  |  |  |  |  | 0     |      |

| 1987 | Scuderia | Vettura            |  |  |  |  |  |  |  |  |  |   |  |  |  |  |  |  | Punti | Pos. |
| ---- | -------- | ------------------ |  |  |  |  |  |  |  |  |  | - |  |  |  |  |  |  | ----- | ---- |
| 1987 | VV-Auto  | Audi Coupé Quattro |  |  |  |  |  |  |  |  |  | 7 |  |  |  |  |  |  | 4     | 46º  |

| 1988 | Scuderia                            | Vettura                                     |  |   |     |  |  |     |  |  |  |     |  |  |     |  |  |  | Punti | Pos. |
| ---- | ----------------------------------- | ------------------------------------------- |  | - | --- |  |  | --- |  |  |  | --- |  |  | --- |  |  |  | ----- | ---- |
| 1988 | David Sutton Motorsport e Autodrive | Audi Coupé Quattro e Lancia Delta Integrale |  | 9 | Rit |  |  | Rit |  |  |  | Rit |  |  | Rit |  |  |  | 2     | 72º  |

| 1989 | Scuderia | Vettura                |   |  |  |  |  |  |  |  |     |  |  |  |     |  |  |  | Punti | Pos. |
| ---- | -------- | ---------------------- | - |  |  |  |  |  |  |  | --- |  |  |  | --- |  |  |  | ----- | ---- |
| 1989 | Autonovo | Lancia Delta Integrale | 6 |  |  |  |  |  |  |  | Rit |  |  |  | Rit |  |  |  | 6     | 42º  |

| 1990 | Scuderia              | Vettura                    |  |  |  |  |  |  |  |   |  |  |  |  |  |  |  |  | Punti | Pos. |
| ---- | --------------------- | -------------------------- |  |  |  |  |  |  |  | - |  |  |  |  |  |  |  |  | ----- | ---- |
| 1990 | Team Michelin Finland | Lancia Delta Integrale 16V |  |  |  |  |  |  |  | 8 |  |  |  |  |  |  |  |  | 3     | 47º  |

| 1991 | Scuderia     | Vettura                     |  |  |  |  |  |  |  |  |     |  |  |  |  |  |  |  | Punti | Pos. |
| ---- | ------------ | --------------------------- |  |  |  |  |  |  |  |  | --- |  |  |  |  |  |  |  | ----- | ---- |
| 1991 | Ford Finland | Ford Sierra RS Cosworth 4x4 |  |  |  |  |  |  |  |  | Rit |  |  |  |  |  |  |  | 0     |      |

| 1992 | Scuderia   | Vettura                     |  |     |  |  |  |  |  |  |   |  |  |  |  |  |  |  | Punti | Pos. |
| ---- | ---------- | --------------------------- |  | --- |  |  |  |  |  |  | - |  |  |  |  |  |  |  | ----- | ---- |
| 1992 | Oy Ford Ab | Ford Sierra RS Cosworth 4x4 |  | Rit |  |  |  |  |  |  | 7 |  |  |  |  |  |  |  | 4     | 41º  |

| 1993 | Scuderia                                | Vettura                 |  |     |  |  |  |  |  |  |   |  |  |  |     |  |  |  | Punti | Pos. |
| ---- | --------------------------------------- | ----------------------- |  | --- |  |  |  |  |  |  | - |  |  |  | --- |  |  |  | ----- | ---- |
| 1993 | Ford Motor Co. Ltd. e Ford Team Finland | Ford Escort RS Cosworth |  | Rit |  |  |  |  |  |  | 6 |  |  |  | Rit |  |  |  | 6     | 31º  |

| 1994 | Scuderia          | Vettura                 |  |  |  |  |  |  |  |     |  |  |  |  |  |  |  |  | Punti | Pos. |
| ---- | ----------------- | ----------------------- |  |  |  |  |  |  |  | --- |  |  |  |  |  |  |  |  | ----- | ---- |
| 1994 | Ford Team Finland | Ford Escort RS Cosworth |  |  |  |  |  |  |  | Rit |  |  |  |  |  |  |  |  | 0     |      |

| 1995 | Scuderia | Vettura                 |  |  |  |  |  |  |  |     |  |  |  |  |  |  |  |  | Punti | Pos. |
| ---- | -------- | ----------------------- |  |  |  |  |  |  |  | --- |  |  |  |  |  |  |  |  | ----- | ---- |
| 1995 |          | Ford Escort RS 2000 MKV |  |  |  |  |  |  |  | Rit |  |  |  |  |  |  |  |  | 0     |      |

| 1996 | Scuderia          | Vettura                 |     |  |  |  |  |   |  |  |  |  |  |  |  |  |  |  | Punti | Pos. |
| ---- | ----------------- | ----------------------- | --- |  |  |  |  | - |  |  |  |  |  |  |  |  |  |  | ----- | ---- |
| 1996 | Ford Team Finland | Ford Escort RS Cosworth | Rit |  |  |  |  | 7 |  |  |  |  |  |  |  |  |  |  | 4     | 23º  |

| 1997 | Scuderia          | Vettura         |  |  |  |  |  |  |  |  |  |   |  |  |  |  |  |  | Punti | Pos. |
| ---- | ----------------- | --------------- |  |  |  |  |  |  |  |  |  | - |  |  |  |  |  |  | ----- | ---- |
| 1997 | Ford Team Finland | Ford Escort WRC |  |  |  |  |  |  |  |  |  | 4 |  |  |  |  |  |  | 3     | 20º  |

| 1998 | Scuderia                               | Vettura         |  |  |  |  |  |  |  |  |  |     |  |   |   |  |  |  | Punti | Pos. |
| ---- | -------------------------------------- | --------------- |  |  |  |  |  |  |  |  |  | --- |  | - | - |  |  |  | ----- | ---- |
| 1998 | Ford Team Finland e Gazprom Rally Team | Ford Escort WRC |  |  |  |  |  |  |  |  |  | Rit |  | 9 | 5 |  |  |  | 2     | 17º  |

| 1999 | Scuderia                               | Vettura         |  |     |  |  |  |  |  |  |  |   |  |  |  |  |  |  | Punti | Pos. |
| ---- | -------------------------------------- | --------------- |  | --- |  |  |  |  |  |  |  | - |  |  |  |  |  |  | ----- | ---- |
| 1999 | Gazprom Rally Team e Ford Team Finland | Ford Escort WRC |  | Rit |  |  |  |  |  |  |  | 7 |  |  |  |  |  |  | 0     |      |

| 2000 | Scuderia     | Vettura         |  |  |  |  |  |  |  |  |   |  |  |  |  |  |  |  | Punti | Pos. |
| ---- | ------------ | --------------- |  |  |  |  |  |  |  |  | - |  |  |  |  |  |  |  | ----- | ---- |
| 2000 | Peugeot Esso | Peugeot 206 WRC |  |  |  |  |  |  |  |  | 5 |  |  |  |  |  |  |  | 2     | 19º  |

| 2001 | Scuderia | Vettura         |  |  |  |  |  |  |  |  |   |  |  |  |  |  |  |  | Punti | Pos. |
| ---- | -------- | --------------- |  |  |  |  |  |  |  |  | - |  |  |  |  |  |  |  | ----- | ---- |
| 2001 |          | Peugeot 206 WRC |  |  |  |  |  |  |  |  | 8 |  |  |  |  |  |  |  | 0     |      |

| 2002 | Scuderia              | Vettura         |  |   |  |  |  |  |  |  |   |  |  |  |  |  |  |  | Punti | Pos. |
| ---- | --------------------- | --------------- |  | - |  |  |  |  |  |  | - |  |  |  |  |  |  |  | ----- | ---- |
| 2002 | Peugeot Sport Finland | Peugeot 206 WRC |  | 9 |  |  |  |  |  |  | 7 |  |  |  |  |  |  |  | 0     |      |

| 2003 | Scuderia              | Vettura         |  |  |  |  |  |  |  |  |   |  |  |  |  |  |  |  | Punti | Pos. |
| ---- | --------------------- | --------------- |  |  |  |  |  |  |  |  | - |  |  |  |  |  |  |  | ----- | ---- |
| 2003 | Peugeot Sport Finland | Peugeot 206 WRC |  |  |  |  |  |  |  |  | 8 |  |  |  |  |  |  |  | 1     | 24º  |

| 2004 | Scuderia               | Vettura         |  |  |  |  |  |  |  |  |     |  |  |  |  |  |  |  | Punti | Pos. |
| ---- | ---------------------- | --------------- |  |  |  |  |  |  |  |  | --- |  |  |  |  |  |  |  | ----- | ---- |
| 2004 | Marlboro Peugeot Total | Peugeot 307 WRC |  |  |  |  |  |  |  |  | Rit |  |  |  |  |  |  |  | 0     |      |

| 2005 | Scuderia | Vettura         |  |  |  |  |  |  |  |  |  |     |  |  |  |  |  |  | Punti | Pos. |
| ---- | -------- | --------------- |  |  |  |  |  |  |  |  |  | --- |  |  |  |  |  |  | ----- | ---- |
| 2005 |          | Peugeot 307 WRC |  |  |  |  |  |  |  |  |  | Rit |  |  |  |  |  |  | 0     |      |

| 2007 | Scuderia                | Vettura        |  |  |  |  |  |  |  |  |  |  |  |  |  |  |  |    | Punti | Pos. |
| ---- | ----------------------- | -------------- |  |  |  |  |  |  |  |  |  |  |  |  |  |  |  | -- | ----- | ---- |
| 2007 | Suzuki World Rally Team | Suzuki SX4 WRC |  |  |  |  |  |  |  |  |  |  |  |  |  |  |  | 27 | 0     |      |

| 2012 | Scuderia | Vettura            |  |  |  |  |  |  |  |    |  |  |  |  |  |  |  |  | Punti | Pos. |
| ---- | -------- | ------------------ |  |  |  |  |  |  |  | -- |  |  |  |  |  |  |  |  | ----- | ---- |
| 2012 |          | Ford Fiesta RS WRC |  |  |  |  |  |  |  | 14 |  |  |  |  |  |  |  |  | 0     |      |

| Legenda | 1º posto | 2º posto | 3º posto | A punti | Senza punti | Ritirato | Squalificato | NP=Non partito C=Gara cancellata | Apice=Power stage |